# Kaufring
Kaufring AG was een inkoopcoöperatie van detailhandelaren en exploiteerde in de laatste jaren van haar bestaan ook warenhuizen. Het hoofdkantoor van de vennootschap was tijdens het hele bestaan in Düsseldorf. Kaufring AG en zijn voorgangers bestonden van 1921 tot 2002.

## Geschiedenis
Kaufring AG werd opgericht op 22 december 1921 door 28 handelaren als de "Einkaufgenossenschaft Rheinisch-Westfälischer Geschäftshäuser (ERWEGE)". Alle detailhandelaren bleven onafhankelijk en bundelden hun aankopen van huishoudelijke artikelen om een grotere marktmacht te verkrijgen. 
In het begin van de jaren dertig werd het ERWEGE-assortiment uitgebreid met textiel en voeding. Door de uitbreiding kon ERWEGE alle artikelen voor dagelijks gebruik voor hun dealers inkopen. Dit verhoogde de aantrekkingskracht van de coöperatie aanzienlijk en leidde tot een stevige toestroom van nieuwe toetreders. Naast textielwinkels en warenhuizen waren vooral de 'eenheidsprijswinkels' vertegenwoordigd in de coöperatie. Vooral eenheidsprijswinkels waren geïnteresseerd in beter calculeerbare prijzen, omdat ze alle goederen tegen vaste prijzen verkochten en de coöperatie de inkoop gemakkelijker maakte. De prijzen in de winkels met eenheidsprijzen waren vooraf zichtbaar en voor iedereen hetzelfde en over het algemeen kon er niet op rekening worden gekocht. Karstadt en Woolworth behoorden tot de eerste grote ketens in Duitsland die dit prijssysteem gebruikten.
Na de munthervorming in 1948 begon de coöperatie met de wederopbouw van het hoofdkantoor en de West-Duitse warenhuizen. Voor de nieuwe start werd de coöperatie ook omgedoopt: ERWEGE werd Kaufring eG onder algemeen directeur Dr. Otto W. Meyer, Düsseldorf. In de jaren zestig, na de jaren van het economische wonder, was er een toenemende vraag naar internationale goederen. Daarom richtte Kaufring eG inkoopbureaus op over de hele wereld, met een focus op Europa. In die tijd ging men vooral graag op vakantie naar de Europese buurlanden. De inkoopbureaus waren gevestigd in: Barcelona (Spanje), Hong Kong (toen een Britse kolonie), Londen (Verenigd Koninkrijk), Milaan (Italië), New York (Verenigde Staten), Parijs (Frankrijk), Tokio (Japan) en Wenen (Oostenrijk).
In 1988 werd Kaufring eG omgezet in een AG (naamloze vennootschap). Daarnaast beslisten de aandeelhouders om samen verkoopbevorderende maatregelen te nemen door meer uniforme reclame en door optimalisatie van het assortiment.

### Samenwerkingen
In de twee warenhuisgroepen Hertie en Horten AG (na Karstadt en Kaufhof de op twee na grootste warenhuisgroepen van de jaren tachtig) vond Kaufring AG inkooppartners om haar omvang in de steeds moeilijker wordende markt te kunnen tonen. In 1989 werd samen met Horten AG het "Merkur Einkaufsgesellschaft Horten-Kaufring mbH" opgericht, waarin beide partners een 50 % belang hadden. Vanaf 1995 nam het Duitse Woolworth het aandeel Horten over. Het inkoopbedrijf "Sono-Centra" werd in 1990 speciaal voor de Aziatische regio opgericht. Kaufring AG bezat een derde hiervan, evenals de partners Horten en Hertie.

### Beursgang
Op 1 oktober 1991 ging het bedrijf, dat drie jaar eerder was omgezet in een AG (naamloze vennootschap), naar de beurs. Het aandeel werd verhandeld op de beurzen van Düsseldorf, Frankfurt am Main en München.

### Warenhuizen
Kaufring exploiteerde vanaf begin jaren 1990 eigen warenhuizen. Hiervoor werden warenhuizen overgenomen die deels onder hun oorspronkelijke naam geëxploiteerd werden en deels onder de speciaal hiervoor opgerichte onderneming J.Gg. Rupprecht GmbH. De volgende warenhuizen en warenhuisketens maakten anno 1999 deel uit van Kaufring:
- J.Gg. Rupprecht GmbH (8 filialen);
- Innosys (10 filialen onder verschillende namen)
- Kaufhaus Moses (2 filialen);
- WEKA-KAUFRING (8 filialen).[1]

### Faillissement
In 2001 verkeerde Kaufring AG in financiële moeilijkheden. In een laatste reddingspoging werden de J.Gg. Rupprecht Warenhuizen (op dat moment waren er nog slechts 8 van de oorspronkelijke 10 huizen in bedrijf), die grote tekorten hadden, gesloten waarmee een faillissement op het laatste moment kon worden afgewend. In de tweede helft van het jaar was er opnieuw een korte opleving, waarin het er aanvankelijk naar uitzag dat een gekrompen Kaufring AG het zou overleven. Maar na de korte opleving stapelden de verliezen zich weer op. De gesloten eigen warenhuizen en de tussentijds gesloten warenhuizen en speciaalzaken leiden tot grote omzetverliezen tijdens de Kerstperiode. 
Nadat Kaufring AG met grote partijen onverkochte voorraden zat en haar aanwezigheid op de markt was gekrompen, werd samenwerking gezocht met partners. Woolworth was nooit een volledige vervanging voor de samenwerking, zoals Hertie en Horten AG dat ooit waren. 
Op 6 juni 2001 kondigden Kaufring AG en EK Großeinkauf eG, Bielefeld (tegenwoordig EK/servicegroup) aan dat zij hun groothandelsactiviteiten per 1 januari 2002 wilden fuseren tot een bedrijf waarin beide partijen een gelijk aandeel zou krijgen. Volgens een persbericht van 5 november 2001 zou EK de basis van het bedrijf worden en zou Kaufring AG kennis over warenhuizen inbrengen. Op 21 december 2001 maakte Kaufring in een ad hoc mededeling bekend dat de herstructurering mislukt was omdat de schuldverlichting niet volgens plan verliep. Op 27 december 2001 werd de faillissementsaanvraag ingediend. Concurrenten gebruiken dit om klanten weg te lokken. Op 1 maart 2002 werd een insolventieprocedure geopend. Het doel was om de intacte delen van het bedrijf voort te zetten. 
Om de schuldenpositie te verbeteren probeerde men een grondstuk bij de luchthaven van Düsseldorf te verkopen. De waarde van het terrein had kunnen worden gebruikt om een groot deel van de schuld af te lossen. De verkoop mislukte echter en Kaufring AG werd geliquideerd. Delen van de inkoopgroep worden vandaag voortgezet door de EK/servicegroep. 
Het merk Kaufring is anno 2022 niet helemaal verdwenen; sommige voormalige klanten van Kaufring AG handelen nog steeds onder deze naam. In München zijn er bijvoorbeeld twee Kaufring-warenhuizen actief (een derde filiaal werd gesloten in 2017). Een van de deze filialen werd pas in 2009 geopend, een jaar nadat Kaufring AG failliet ging. Andere bedrijfsnamen van warenhuizen/speciaalzaken, zoals "Ring-Center", doen denken aan een van de grootste Duitse detailhandelscoöperaties. Jaren na het einde van Kaufring AG hing het oude coöperatieve opschrift "Ein Kaufring Haus" nog steeds op enkele van de oude winkels.